# Ибрахим Мутеферика
Ибрахим Мутеферика (1674—1745) био је османски полихистор, штампар, издавач књига, астроном, дипломата, економиста, географ, историчар, социолог и теолог. Основао је прву штампарију са арапским словима у Истанбулу. 

## Биографија
Рођеб је у Коложвару (данас Клуж-Напока у Румунији). Био је Мађар који је прешао на ислам. Његово мађарско име није познато. У младости је ступио у службу османске дипломатије, која се развија током владавине султана Ахмеда и великог везира Ибрахим-паше Дамада, током тзв. периода лала. Ибрахим Мутеферика учествује у преговорима са Аустријом и Русијом. Био је значајна фигура у склапању француско-турског савеза (1737—1739) против Аустрије и Русије. Такође је призната Мутеферикова улога у османско-шведској акцији против Русије. Током своје дипломатске активности спријатељио се са многим утицајним личностима, попут Османа Аге из Темишвара, дипломате трансилванијског порекла и бившег аустријског заробљеника. Током година проведених у дипломатији, код Мутеферике се створио велики интерес за прикупљање књига које су му помогле да разуме ренесансу и појаву протестантских покрета у Европи, као и стварање основа моћи колонијалних европских империја. Тако је Мутеферика отворио прву штампарију са арапским словима у Истанбулу. Његове књиге познате су као "турске инкунабуле". Мутеферика је такође био и географ, астроном и филозоф. Султан му је дозволио да објављује неверске књиге, након извештаја о ефикасности новог система из 1726. године. Прва Мутеферикова књига објављена је 1729. године, а до 1743. године издао је 17 радова у 23 тома (свака између 500 и 1000 примерака). Прва књига коју је објавио је "Vankulu Lügati", арапско-турски речник у 2 тома. Мутеферика је детаљно разматрао хелиоцентрочни систем. Сматра се једним од првих људи који је упознао турске читаоце са хелиоцентричним системом. Његова штампарска делатност прекинута је 1742. године. Мутеферика је умро у Истанбулу 1745. године. 